# Zinaida Tusnołobowa-Marczenko
Zinaida Michajłowna Tusnołobowa-Marczenko , ros. Зинаида Михайловна Туснолобова-Марченко (ur. 23 listopada 1920 w chutorze Szewcowo, gubernia witebska, zm. 20 maja 1980 w Połocku) – radziecka pielęgniarka, sanitariuszka w okresie II wojny światowej, wyróżniona tytułem Bohatera Związku Radzieckiego (1957).

## Życiorys
Urodziła się 23 listopada 1920 roku we wsi Szaucowa pod Połockiem w guberni witebskiej (obecnie w rejonie rossońskim obwodu witebskiego  na Białorusi) w rodzinie chłopskiej. W 1941 roku poznała i poślubiła Iosifa Marczenkę. Od 1942 roku mieszkała w Lenińsku Kuźnieckim, biorąc udział w kursie dla pielęgniarek. Od kwietnia 1942 roku służyła jako sanitariuszka w 303-dywizji piechoty 60. armii ZSRR na froncie woroneskim. W ciągu 8 miesięcy służby frontowej wyniosła z pola walki 123 rannych. Została wówczas odznaczona Orderem Czerwonej Gwiazdy. W lutym 1943 roku została ranna w trakcie walk. Odnaleziono ją ranną w zamarźniętym błocie. W wyniku odmrożeń i gangreny, lekarze ze szpitala polowego amputowali jej obydwie ręce i nogi. Po kuracji udzielała się propagandowo występując w radzieckich w fabrykach i radio-rozgłośniach.
Po wojnie osiadła wraz z mężem w Połocku. 6 grudnia 1957 roku została wyróżniona tytułem Bohatera Związku Radzieckiego. Zinaidę Tusnołobową-Marczenko wyróżniono również Orderem Lenina, a w 1965 roku  Międzynarodowy Komitet Czerwonego Krzyża, przyznał jej jako trzeciej radzieckiej pielęgniarce w historii – Medal Florence Nightingale. Zmarła 20 maja 1980 roku i została pochowana w Połocku.